# Drapac Cannondale Holistic Development Team
El Drapac Cannondale Holistic Development Team, (codi UCI: DCC) fou un equip ciclista professional australià de categoria Continental que va existir entre el 2004 i el 2019.

## Història
L'equip va ser creat el 2005 com equip continental. Durant la temporada 2007 l'equip va pujar una categoria i va ser Continental Professional caient de nou a la categoria continental el 2008. El 2014 va recuperar el nivell de Professional Continental. El 2017 l'equip va tornar a baixar a categoria continental.

## Principals victòries
- Tour de Tasmània: Shaun Higgerson (2005)
- Tour de Chongming Island: Robert McLachlan (2006)
- Melbourne to Warrnambool Classic: Robert McLachlan (2006), Rhys Pollock (2010)
- Tour de Wellington: Peter McDonald (2009)
- Volta a Okinawa: Thomas Palmer (2012)
- Gran Premi de Poggiana: Adam Phelan (2012)
- Tour de Taiwan: Rhys Pollock (2012), Bernard Sulzberger (2013)

### Grans Voltes
- Tour de França
  - 0 participacions

- Giro d'Itàlia
  - 0 participacions

- Volta a Espanya
  - 0 participacions

## Composició de l'equip
| \| Llista de l'equip 2015 \| Llista de l'equip 2015 \| Llista de l'equip 2015 \| Llista de l'equip 2015 \| \| Ciclista \| Data de naixement \| Equip previ \| \| \| -------------------------------------------- \| ---------------------- \| ---------------------------------- \| ---------------------- \| \| Graeme Brown \| 9 de abril de 1979 \| Belkin (2014) \| \| \| William Clarke \| 11 de abril de 1985 \| Argos-Shimano (2013) \| \| \| Dylan Girdlestone \| 11 de octubre de 1989 \| MTN Qhubeka (2011) \| \| \| Robbie Hucker \| 13 de març de 1990 \| \| \| \| Brenton Jones \| 12 de desembre de 1991 \| Avanti Racing Team (2014) \| \| \| Jordan Kerby \| 15 de agost de 1992 \| \| \| \| Martin Kohler \| 17 de juliol de 1985 \| BMC Racing Team (2014) \| \| \| Peter Koning \| 3 de desembre de 1990 \| Metec-TKH Continental (2014) \| \| \| Darren Lapthorne \| 4 de març de 1983 \| \| \| \| Travis Meyer \| 8 de juny de 1989 \| Orica-GreenEDGE (2013) \| \| \| Lachlan Norris \| 21 de gener de 1987 \| Team Raleigh (2013) \| \| \| Cameron Peterson \| 4 de desembre de 1983 \| \| \| \| Adam Phelan \| 23 de agost de 1991 \| \| \| \| Timothy Roe \| 28 de octubre de 1989 \| BMC Development (2013) \| \| \| Malcolm Rudolph \| 4 de gener de 1989 \| Jayco-AIS (2011) \| \| \| Samuel Spokes \| 16 de abril de 1992 \| \| \| \| Bernard Sulzberger \| 5 de desembre de 1983 \| \| \| \| Wouter Wippert \| 14 de agost de 1990 \| Team 3M (2013) \| \| \| Brendan Canty (1 de set–31 de des, aprenent) \| 17 de gener de 1992 \| Search2retain-Health.com.au (2014) \| \| \| Brad Evans (1 de ago–31 de des, aprenent) \| 8 de maig de 1992 \| \| \| \| \| \| \| \| \| Font: ProCyclingStats \| \| \| \| |                        |                                    |  |
| Llista de l'equip 2015 |                        |                                    |  |
| Ciclista | Data de naixement      | Equip previ                        |  |
| Graeme Brown | 9 de abril de 1979     | Belkin (2014)                      |  |
| William Clarke | 11 de abril de 1985    | Argos-Shimano (2013)               |  |
| Dylan Girdlestone | 11 de octubre de 1989  | MTN Qhubeka (2011)                 |  |
| Robbie Hucker | 13 de març de 1990     |                                    |  |
| Brenton Jones | 12 de desembre de 1991 | Avanti Racing Team (2014)          |  |
| Jordan Kerby | 15 de agost de 1992    |                                    |  |
| Martin Kohler | 17 de juliol de 1985   | BMC Racing Team (2014)             |  |
| Peter Koning | 3 de desembre de 1990  | Metec-TKH Continental (2014)       |  |
| Darren Lapthorne | 4 de març de 1983      |                                    |  |
| Travis Meyer | 8 de juny de 1989      | Orica-GreenEDGE (2013)             |  |
| Lachlan Norris | 21 de gener de 1987    | Team Raleigh (2013)                |  |
| Cameron Peterson | 4 de desembre de 1983  |                                    |  |
| Adam Phelan | 23 de agost de 1991    |                                    |  |
| Timothy Roe | 28 de octubre de 1989  | BMC Development (2013)             |  |
| Malcolm Rudolph | 4 de gener de 1989     | Jayco-AIS (2011)                   |  |
| Samuel Spokes | 16 de abril de 1992    |                                    |  |
| Bernard Sulzberger | 5 de desembre de 1983  |                                    |  |
| Wouter Wippert | 14 de agost de 1990    | Team 3M (2013)                     |  |
| Brendan Canty (1 de set–31 de des, aprenent) | 17 de gener de 1992    | Search2retain-Health.com.au (2014) |  |
| Brad Evans (1 de ago–31 de des, aprenent) | 8 de maig de 1992      |                                    |  |
| |                        |                                    |  |
| Font: ProCyclingStats |                        |                                    |  |

| \| Llista de l'equip 2016 \| Llista de l'equip 2016 \| Llista de l'equip 2016 \| Llista de l'equip 2016 \| \| Ciclista \| Data de naixement \| Equip previ \| \| \| --------------------------------------- \| ---------------------- \| ---------------------------- \| ---------------------- \| \| Graeme Brown \| 9 de abril de 1979 \| Belkin (2014) \| \| \| Brendan Canty \| 17 de gener de 1992 \| Budget Forklifts (2015) \| \| \| William Clarke \| 11 de abril de 1985 \| Argos-Shimano (2013) \| \| \| Nathan Earle \| 4 de juny de 1988 \| Team Sky (2015) \| \| \| Brad Evans (8 de abr–31 de des) \| 8 de maig de 1992 \| \| \| \| Brenton Jones \| 12 de desembre de 1991 \| Avanti Racing Team (2014) \| \| \| Jordan Kerby \| 15 de agost de 1992 \| \| \| \| Peter Koning \| 3 de desembre de 1990 \| Metec-TKH Continental (2014) \| \| \| Jason Lowndes \| 14 de desembre de 1994 \| Garneau-Québecor (2015) \| \| \| Gavin Mannion \| 24 de agost de 1991 \| Jelly Belly-Maxxis (2015) \| \| \| Travis Meyer \| 8 de juny de 1989 \| Orica-GreenEDGE (2013) \| \| \| Jens Mouris \| 12 de març de 1980 \| Orica-GreenEDGE (2015) \| \| \| Lachlan Norris \| 21 de gener de 1987 \| Team Raleigh (2013) \| \| \| Adam Phelan \| 23 de agost de 1991 \| \| \| \| Timothy Roe \| 28 de octubre de 1989 \| BMC Development (2013) \| \| \| Thomas Scully \| 14 de gener de 1990 \| Madison Genesis (2015) \| \| \| Samuel Spokes \| 16 de abril de 1992 \| \| \| \| Bernard Sulzberger \| 5 de desembre de 1983 \| \| \| \| \| \| \| \| \| Fonts: ProCyclingStats Cycling Archives \| \| \| \| |                        |                              |  |
| Llista de l'equip 2016 |                        |                              |  |
| Ciclista | Data de naixement      | Equip previ                  |  |
| Graeme Brown | 9 de abril de 1979     | Belkin (2014)                |  |
| Brendan Canty | 17 de gener de 1992    | Budget Forklifts (2015)      |  |
| William Clarke | 11 de abril de 1985    | Argos-Shimano (2013)         |  |
| Nathan Earle | 4 de juny de 1988      | Team Sky (2015)              |  |
| Brad Evans (8 de abr–31 de des) | 8 de maig de 1992      |                              |  |
| Brenton Jones | 12 de desembre de 1991 | Avanti Racing Team (2014)    |  |
| Jordan Kerby | 15 de agost de 1992    |                              |  |
| Peter Koning | 3 de desembre de 1990  | Metec-TKH Continental (2014) |  |
| Jason Lowndes | 14 de desembre de 1994 | Garneau-Québecor (2015)      |  |
| Gavin Mannion | 24 de agost de 1991    | Jelly Belly-Maxxis (2015)    |  |
| Travis Meyer | 8 de juny de 1989      | Orica-GreenEDGE (2013)       |  |
| Jens Mouris | 12 de març de 1980     | Orica-GreenEDGE (2015)       |  |
| Lachlan Norris | 21 de gener de 1987    | Team Raleigh (2013)          |  |
| Adam Phelan | 23 de agost de 1991    |                              |  |
| Timothy Roe | 28 de octubre de 1989  | BMC Development (2013)       |  |
| Thomas Scully | 14 de gener de 1990    | Madison Genesis (2015)       |  |
| Samuel Spokes | 16 de abril de 1992    |                              |  |
| Bernard Sulzberger | 5 de desembre de 1983  |                              |  |
| |                        |                              |  |
| Fonts: ProCyclingStats Cycling Archives |                        |                              |  |

| \| Llista de l'equip 2017 \| Llista de l'equip 2017 \| Llista de l'equip 2017 \| Llista de l'equip 2017 \| \| Ciclista \| Data de naixement \| Equip previ \| \| \| -------------------------------- \| ---------------------- \| ------------------------------- \| ---------------------- \| \| Brad Evans \| 8 de maig de 1992 \| \| \| \| Jesse Featonby \| 8 de desembre de 1987 \| \| \| \| Tom Kaesler \| 1 de març de 1995 \| \| \| \| Nicholas Katsonis \| 2 de octubre de 1994 \| \| \| \| Oliver Kent-Spark \| 24 de desembre de 1992 \| An Post-ChainReaction (2016) \| \| \| Cyrus Monk \| 7 de novembre de 1996 \| African Wildlife Safaris (2015) \| \| \| Drew Morey (1 de gen–22 de juny) \| 27 de novembre de 1996 \| \| \| \| James Pane \| 14 de febrer de 1996 \| \| \| \| Mathew Ross \| 19 de març de 1996 \| \| \| \| Liam White \| 9 de novembre de 1994 \| \| \| \| Theodore Yates \| 28 de febrer de 1995 \| Attaque Team Gusto (2016) \| \| \| \| \| \| \| \| Font: UCI \| \| \| \| |                        |                                 |  |
| Llista de l'equip 2017 |                        |                                 |  |
| Ciclista | Data de naixement      | Equip previ                     |  |
| Brad Evans | 8 de maig de 1992      |                                 |  |
| Jesse Featonby | 8 de desembre de 1987  |                                 |  |
| Tom Kaesler | 1 de març de 1995      |                                 |  |
| Nicholas Katsonis | 2 de octubre de 1994   |                                 |  |
| Oliver Kent-Spark | 24 de desembre de 1992 | An Post-ChainReaction (2016)    |  |
| Cyrus Monk | 7 de novembre de 1996  | African Wildlife Safaris (2015) |  |
| Drew Morey (1 de gen–22 de juny) | 27 de novembre de 1996 |                                 |  |
| James Pane | 14 de febrer de 1996   |                                 |  |
| Mathew Ross | 19 de març de 1996     |                                 |  |
| Liam White | 9 de novembre de 1994  |                                 |  |
| Theodore Yates | 28 de febrer de 1995   | Attaque Team Gusto (2016)       |  |
| |                        |                                 |  |
| Font: UCI |                        |                                 |  |

## Classificacions UCI

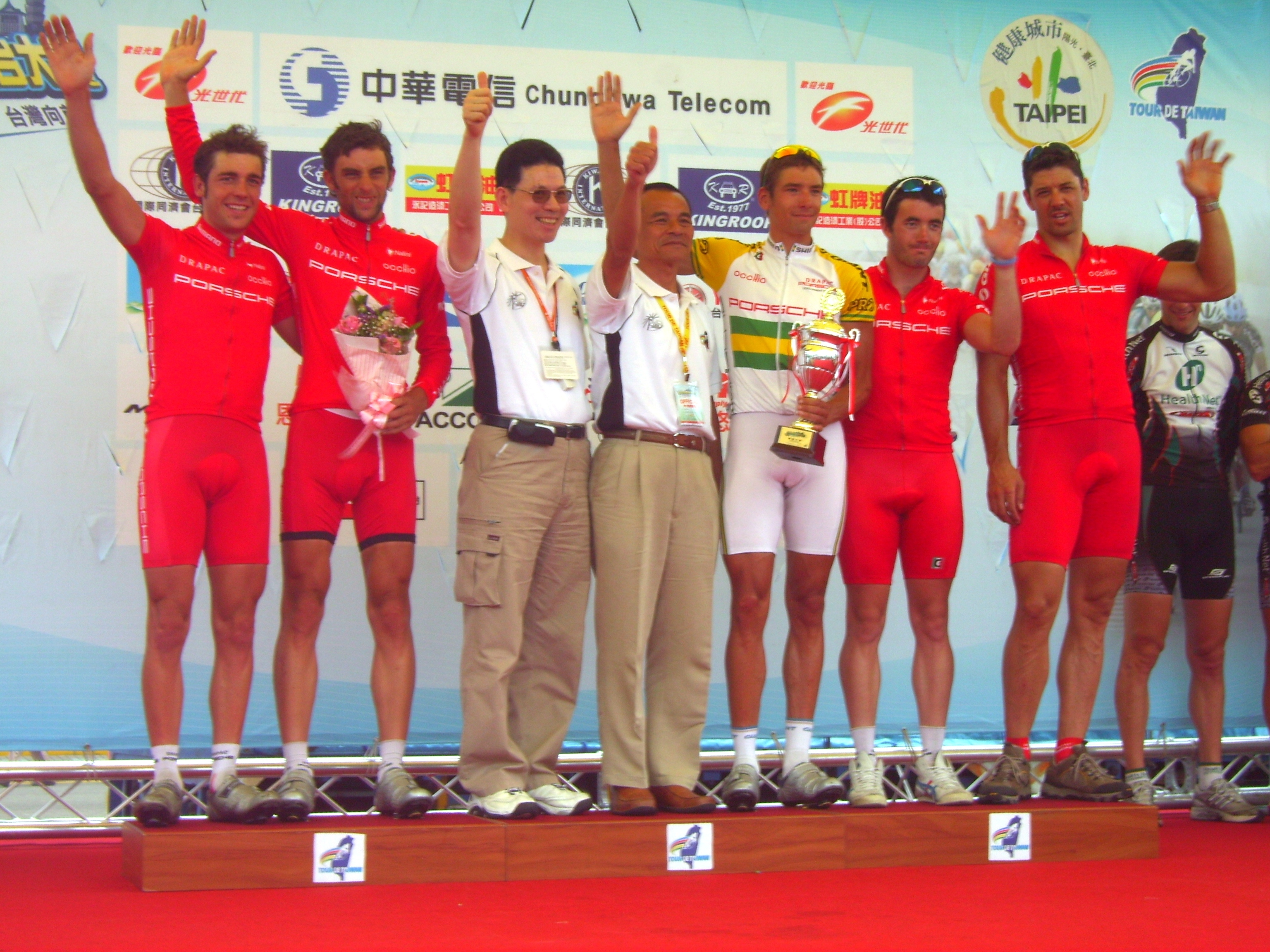
L'equip al 2007

L'equip participa en les proves dels circuits continentals i principalment en les curses del calendari de l'UCI Oceania Tour i UCI Àsia Tour. Aquesta taula presenta les classificacions de l'equip als circuits, així com el seu millor corredor en la classificació individual.
UCI Amèrica Tour
| Temporada | Classificació per equips | Millor ciclista en la classificació individual |
| --------- | ------------------------ | ---------------------------------------------- |
| 2014      | 36è                      | Lachlan Norris (333è)                          |
| 2015      | 14è                      | Lachlan Norris (32è)                           |
| 2016      | 38è                      | Peter Koning (273è)                            |
| 2017      | 50è                      | Liam White (410è)                              |

UCI Àsia Tour
| Temporada | Classificació per equips | Millor ciclista en la classificació individual |
| --------- | ------------------------ | ---------------------------------------------- |
| 2005      | 24è                      | Robert McLachlan (85è)                         |
| 2006      | 7è                       | Robert McLachlan (10è)                         |
| 2007      | 10è                      | Darren Lapthorne (50è)                         |
| 2008      | 21è                      | Mitchell Docker (45è)                          |
| 2009      | 17è                      | Peter McDonald (53è)                           |
| 2010      | 19è                      | Peter McDonald (65è)                           |
| 2011      | 18è                      | Mohammed Adiq Husainie Othman (46è)            |
| 2012      | 12è                      | Rhys Pollock (11è)                             |
| 2013      | 8è                       | Bernard Sulzberger (13è)                       |
| 2014      | 9è                       | Wouter Wippert (13è)                           |
| 2015      | 12è                      | Wouter Wippert (18è)                           |
| 2016      | 9è                       | Jason Lowndes (112è)                           |
| 2017      | 35è                      | Jesse Featonby (117è)                          |
| 2018      | 73è                      | Liam Magennis (209è)                           |

UCI Europa Tour
| Temporada | Classificació per equips | Millor ciclista en la classificació individual |
| --------- | ------------------------ | ---------------------------------------------- |
| 2005      | 112è                     | James Meadley (1059è)                          |
| 2007      | 132è                     | Robert McLachlan (1187è)                       |
| 2008      | 89è                      | Mitchell Docker (418è)                         |
| 2009      | 101è                     | Gene Bates (479è)                              |
| 2010      | 104è                     | Angus Morton (816è)                            |
| 2011      | 90è                      | Floris Goesinnen (319è)                        |
| 2012      | 91è                      | Adam Phelan (237è)                             |
| 2013      | 102è                     | Adam Phelan (292è)                             |
| 2014      | 99è                      | Darren Lapthorne (373è)                        |
| 2015      | 131è                     | Brenton Jones (1.056è)                         |
| 2016      | 83è                      | Brendan Canty (112è)                           |
| 2017      | 123è                     | James Pane (1.709è)                            |
| 2018      | 114è                     | James Whelan (599è)                            |

UCI Oceania Tour
| Temporada | Classificació per equips | Millor ciclista en la classificació individual |
| --------- | ------------------------ | ---------------------------------------------- |
| 2005      | 1r                       | Robert McLachlan (1r)                          |
| 2006      | 3r                       | Phillip Thuaux (4t)                            |
| 2007      | 1r                       | Robert McLachlan (1r)                          |
| 2008      | 9è                       | Stuart Shaw (40è)                              |
| 2009      | 1r                       | Peter McDonald (1r)                            |
| 2010      | 6è                       | Lachlan Norris (15è)                           |
| 2011      | 5è                       | Lachlan Norris (11è)                           |
| 2012      | 3r                       | Rhys Pollock (4t)                              |
| 2013      | 3r                       | Adam Phelan (6è)                               |
| 2014      | 2n                       | Bernard Sulzberger (4t)                        |
| 2015      | 2n                       | Jordan Kerby (4t)                              |
| 2016      | 2n                       | Brendan Canty (4t)                             |
| 2017      | 3r                       | Jesse Featonby (18è)                           |
| 2018      | 2n                       | James Whelan (4t)                              |